# Alphonse Layaz
Alphonse Layaz, né en 1940, est un artiste peintre, homme de radio et écrivain vaudois.

## Biographie
Journaliste, peintre et poète (il est l'auteur de contes et de pièces radiophoniques, de romans et de nouvelles), Alphonse Layaz fait ses études à Fribourg, obtient un diplôme des arts et métiers à Vevey puis il travaille comme journaliste. Producteur sur Espace 2, Alphonse Layaz pratique la peinture à l'huile.
Il expose régulièrement ses œuvres picturales, en Suisse notamment. Avec Pietro Sarto - homme de métier, Alphonse Layaz renoue avec le journalisme et la tradition des longs entretiens qui permettent de situer l'œuvre et son auteur sur une trajectoire de vie.
Alphonse Layaz est le lauréat du Grand Prix Paul-Gilson documentaire en 1992 avec Alena Kaspar pour Carla Belotti, l'émigrée.

## Sources
- « Alphonse Layaz », sur la base de données des personnalités vaudoises sur la plateforme « Patrinum » de la Bibliothèque cantonale et universitaire de Lausanne.
- « Alphonse Layaz », sur SIKART Dictionnaire sur l'art en Suisse.
- Sans politique sans bavardages, 24 Heures - Broye, 2006/04/28, p. 28
- Alphonse Layaz